# Stuart Orme
Pour les articles homonymes, voir Orme (homonymie).
Stuart Orme, né en 1954 à Derby (Angleterre), est un réalisateur britannique.

## Filmographie
- 1982 : Wood and Walters (série télévisée)
- 1983 : Alfresco (série télévisée)
- 1988 : The Wolves of Willoughby Chase
- 1988 : The Fear (série télévisée)
- 1989 : The Heist (TV)
- 1990 : La Main de l'assassin (Hands of a Murderer)(TV)
- 1991 : Jute City (TV)
- 1992 : The Blackheath Poisonings (TV)
- 1993 : A Question of Guilt (TV)
- 1993 : Don't Leave Me This Way (TV)
- 1994 : Les Maîtres du monde (The Puppet Masters)
- 1996 : The Sculptress (TV)
- 1997 : Ivanhoé (feuilleton TV)
- 1998 : Heaven on Earth (TV)
- 1999 : The Last Train (feuilleton TV)
- 1999 : The Waiting Time (TV)
- 2000 : Deceit (TV)
- 2000 : The Sleeper (TV)
- 2001 : Les Aventuriers du monde perdu (The Lost World) (TV)
- 2002 : Goodbye, Mr. Chips (TV)
- 2003 : William and Mary (série télévisée)
- 2004 : Fungus the Bogeyman (TV)
- 2005 : Colditz : La Guerre des évadés (Colditz) (TV)
- 2005 : Cold Blood (TV)
- 2008 : Merlin (série télévisée)

## Distinctions
- Flèche d'or, lors du Festival international du film de San Francisco en 1997 pour The Sculptress.
- Flèche d'argent, lors du Festival international du film de San Francisco en 2000 pour The Waiting Time.
- Nomination au prix de la meilleure série dramatique, lors des BAFTA Awards en 2004 pour William and Mary.
- Nomination au prix enfant, lors des BAFTA Awards en 2005 pour Fungus the Bogeyman.